# Ksenia Solo
Ksenia Solo, född 8 oktober 1987 i Riga, nuvarande Lettland, är en lettisk-kanadensisk skådespelare.
Solo har bland annat medverkat i TV-serierna Lost Girl (2010-2015) och Turn (2014-2017). Hon har även medverkat i filmen Black Swan från 2010.

## Filmografi (i urval)
- 2010–2015 – Lost Girl (TV-serie)
- 2010 – Black Swan
- 2014–2017 – Turn (TV-serie)